# Heidelbach (Familie)
Die Familie Heidelbach ist ein altes hessisches Patriziergeschlecht, das seinen Namen einem kleinen Ort im Schwalmgrund entlehnte. Dieser liegt ca. 6 km nördlich von Alsfeld.
Familienwappen ist ein in Silber und Rot gespaltener Schild, vorn weißer Schrägbalken, hinten blaue Tuchnerschere, Helmzier ein „Kolbenkreuz“. Im Heimatmuseum der Stadt Alsfeld ist das Wappen des Patriziatsgeschlechts an der Straße durch die kurzen Hessen zu sehen.
Um das Wappen führen zu können, muss man vom Mannesstamme von Heinrich Heidelbach (1622 Bürger von Alsfeld, 1648 Ratsherr, dann Bürgermeister) sein.
Andere Schreibweisen:
- Heydelbach
- Heydlebaugh

## Personen
- Heinrich Heidelbach (* 1622–?) 1648 Ratsherr von Alsfeld, dann Bürgermeister, Stifter des Familienwappens
- Konrad Ludwig Heidelbach (1796–1868), Rentmeister bei Wolff von Gudenberg, Großvater[3] von Paul Heidelbach
- Julius Heidelbach (1841–1873), Düsseldorfer Kunstmaler, Vater von Paul Heidelbach
- Paul Heidelbach (1870–1954), deutscher Schriftsteller, Stadtarchivar, Herausgeber und Bibliothekar
- Heini Heidelbach (1913–2008), deutscher Bankier, Urenkel des Konrad Ludwig Heidelbach
- Karl Heidelbach (1923–1993), deutscher Maler
- Kaspar Heidelbach (* 1954), deutscher Regisseur
- Nikolaus Heidelbach (* 1955), deutscher Grafiker, Bilderbuchillustrator und Bilderbuchautor